# Hecalapona incisura
Hecalapona incisura är en insektsart som beskrevs av Delong 1981. Hecalapona incisura ingår i släktet Hecalapona och familjen dvärgstritar. Inga underarter finns listade i Catalogue of Life.